# Ippolito Fenaroli
Ippolito Fenaroli, Conte, Nobile di Passirano (Brescia, 24 settembre 1798 – Brescia, 28 maggio 1862), è stato un imprenditore e politico italiano.

## Biografia
Discendente da una delle più antiche famiglie nobili di Brescia, feudataria di Passirano in Franciacorta, è zio di Girolamo Fenaroli e cognato di Diogene Valotti, entrambi senatori. Possidente senza alcuna particolare attività, benché sia ricordato come amministratore pubblico, ha fatto parte del Governo provvisorio di Brescia del 1848. È stato vicepresidente del Consiglio provinciale di Brescia e membro della deputazione provinciale, consigliere comunale di Brescia, presidente della Biblioteca Queriniana, direttore del Teatro Grande e socio onorario dell'Università di Brescia.

## Incarichi
- Membro del Governo provvisorio di Brescia (23 marzo-16 agosto 1848)
- Vicepresidente del Consiglio provinciale di Brescia (23 febbraio 1860) (10 settembre 1860)
- Consigliere comunale di Brescia
- Membro della Deputazione provinciale di Brescia
- Presidente della biblioteca Queriniana
- Direttore del Teatro Grande di Brescia
- Socio onorario dell'Ateneo di Brescia (2 febbraio 1823)